# Kabburu, Davanagere
Kabburu là một làng thuộc tehsil Davanagere, huyện Davanagere, bang Karnataka, Ấn Độ.